# Ковальчук Сергій Сергійович
Сергі́й Сергі́йович Ковальчу́к (рум. Serghei Covalciuc, рос. Сергей Сергеевич Ковальчук, *20 січня 1982, Одеса) — колишній молдавський футболіст, півзахисник. Футболіст року в Молдові (2003, 2004, 2005).
Виступав у клубах «Тилігул» (Тирасполь), «Карпати» (Львів), «Спартак» (Москва), «Том» (Томськ) «Жемчужину-Сочі» та «Чорноморець» (Одеса). Увійшов до символічної збірної «Карпат» часів незалежності. Був найкращим футболістом Молдови у 2003, 2004 і 2005 роках.

## Кар'єра
Батько майбутнього футболіста працював тренером у дитячо-юнацькій школі «Чорноморця». Саме там Ковальчук почав грати у футбол. У 15-річному віці гравця запросили до молдавського клубу «Тилігул» (Тирасполь). Також Ковальчук погодився отримати громадянство Молдови, щоб отримати можливість виступати за збірну цієї країни.

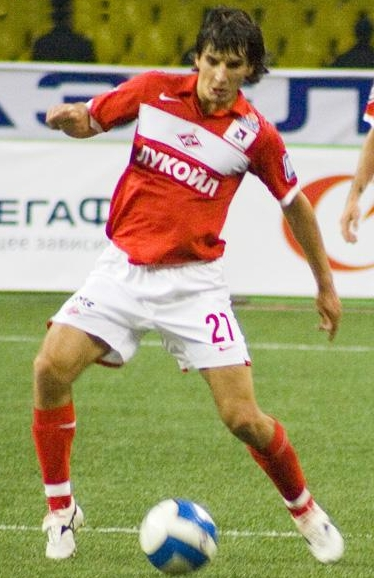
Ковальчук в «Спартаку». 6 квітня 2008 року.

Другу половину сезону 2001/02 почав у вищолігових «Карпатах» (Львів). Лівий атакувальний півзахисник виділявся і був одним з найкращих футболістів команди. Після вильоту львів'ян до першої ліги влітку 2004 року гравця взяв в оренду московський «Спартак», а через півроку росіяни повністю викупили трансфер Ковальчука.
У 2007 році прийняв російське громадянство.
У серпні 2011 року підписав контракт із одеським «Чорноморцем» за схемою 1+1. У «Чорноморці» грав разом із своїм молодшим братом Кирилом Ковальчуком, як і до цього за «Том».
У червні 2012 року поповнив склад казахстанського «Актобе». Дебют припав на матч проти чемпіона країни карагандинського «Шахтаря». Після завершення сезону 2013 року. за підсумками якого «Актобе» стало чемпіоном країни, покинув клуб і незабаром завершив ігрову кар'єру.

## Досягнення
- Чемпіон Казахстану: 2013
- Срібний призер Чемпіонату Росії (4): 2005, 2006, 2007, 2009
- Фіналіст Кубка Росії: 2006
- Фіналіст Суперкубка Росії: 2007
- Бронзовий призер Чемпіонату Казахстану (2012)
- Футболіст року в Молдові: 2003, 2004, 2005

## Цікаві факти
- Улюблена команда ще з дитинства — «Барселона».
- Серед музичних груп виділяв «Queen» та «Океан Ельзи» — за час виступів у Львові за «Карпати» він двічі побув на концертах українського гурту.[7].